# Organic Hallucinosis
Organic Hallucinosis – czwarty album studyjny polskiej deathmetalowej grupy muzycznej Decapitated. Wydawnictwo ukazało się 7 lutego 2006 roku w USA, później 7 i 22 lutego odpowiednio w Europie i Japonii nakładem wytwórni muzycznych Earache Records i Teichiku Records. Do otwierającego album utwór pt. „A Poem About an Old Prison Man,” wykorzystano pochodzący z 1984 roku tekst autorstwa amerykańskiego mordercy Charlesa Mansona.
Był to ostatni album nagrany z udziałem perkusisty Witolda „Vitka” Kiełtyki, który zmarł w 2007 roku w wyniku obrażeń spowodowanych w wypadku samochodowym; basisty Marcina „Martina” Rygla, który wyemigrował do Stanów Zjednoczonych, a także jedyna płyta nagrana z udziałem wokalisty Adriana „Covana” Kowanka.

## Realizacja nagrań

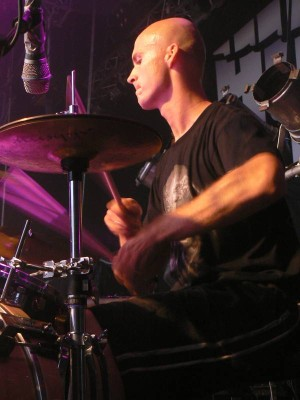
Witold „Vitek” Kiełtyka podczas koncertu na festiwalu Hunter Fest w Szczytnie 13 sierpnia 2006

Grupa rozpoczęła nagrania w sierpniu 2005 roku w białostockim Hertz Studio wkrótce po odejściu z zespołu wieloletniego wokalisty Wojciecha „Saurona” Wąsowicza. Funkcję nowego wokalisty objął zaprzyjaźniony z zespołem Adrian „Covan” Kowanek wówczas występujący także w awangardowej formacji Atrophia Red Sun. W studiu muzycy współpracowali z właścicielami a także realizatorami i producentami studia Hertz - braćmi Wojciechem i Sławomirem Wiesławskimi. Gitarzysta Wacław „Vogg” Kiełtyka podczas nagrań zastosował gitary firmy Ran z przystawkami EMG-81 i Ibanez Universe oraz wzmacniacz Randall Warhead.

## Wydanie i promocja
Płyta Organic Hallucinosis ukazała się również jako DualDisc na której jako materiał dodatkowy znalazł się zapis wideo zrealizowany podczas występu grupy w nowojorskim klubie BB King Blues Club jaki miał miejsce 7 listopada 2005 roku. Ponadto w Wielkiej Brytanii album ukazał się z dodatkową płytą CD. Wydawnictwo zostało limitowane do 1000 sztuk. Płyta zawierała nagrania z koncertu który odbył się 20 grudnia 2004 roku w Nottingham. W celach promocyjnych do utworu pt. „Day 69” został zrealizowany teledysk w reżyserii Szymona Jakubowskiego.
Zespół odbył szereg koncertów promujących album m.in.: w Wielkiej Brytanii wraz z grupą Biomechanical oraz na festiwalach Hunter Fest w Polsce, Metalcamp w Słowenii, Hard Rock Laager w Estonii oraz jesienią na koncertach w USA wraz z grupami Six Feet Under, Krisiun i Abysmal Dawn oraz ponownie w USA i Kanadzie wraz z grupami Fear Factory, Suffocation i Hypocrisy. Po powrocie do kraju 16 grudnia zespół wystąpił w Krośnie z okazji dziesięciolecia działalności artystycznej. W lipcu 2010 roku ukazała się reedycja albumu na płycie winylowej w limitowanym do 1500 egzemplarzy nakładzie.

## Lista utworów
Opracowano na podstawie materiału źródłowego.
| Nr | Tytuł utworu                         | Słowa          | Muzyka                                                          | Długość |
| -- | ------------------------------------ | -------------- | --------------------------------------------------------------- | ------- |
| 1. | „A Poem About an Old Prison Man”     | Charles Manson | Wacław Kiełtyka, Witold Kiełtyka, Marcin Rygiel, Adrian Kowanek | 4:41    |
| 2. | „Day 69”                             | Adrian Kowanek | Wacław Kiełtyka, Witold Kiełtyka, Marcin Rygiel, Adrian Kowanek | 3:14    |
| 3. | „Revelation of Existence (The Trip)” | Adrian Kowanek | Wacław Kiełtyka, Witold Kiełtyka, Marcin Rygiel, Adrian Kowanek | 4:39    |
| 4. | „Post(?) Organic”                    | Adrian Kowanek | Wacław Kiełtyka, Witold Kiełtyka, Marcin Rygiel, Adrian Kowanek | 5:45    |
| 5. | „Visual Delusion”                    | Adrian Kowanek | Wacław Kiełtyka, Witold Kiełtyka, Marcin Rygiel, Adrian Kowanek | 5:55    |
| 6. | „Flash-B(l)lack”                     | Adrian Kowanek | Wacław Kiełtyka, Witold Kiełtyka, Marcin Rygiel, Adrian Kowanek | 3:41    |
| 7. | „Invisible Control”                  | Adrian Kowanek | Wacław Kiełtyka, Witold Kiełtyka, Marcin Rygiel, Adrian Kowanek | 4:45    |
|    |                                      |                |                                                                 | 32:40   |

| Utwory dodatkowe - edycja japońska | Utwory dodatkowe - edycja japońska       | Utwory dodatkowe - edycja japońska | Utwory dodatkowe - edycja japońska                                 | Utwory dodatkowe - edycja japońska |
| Nr                                 | Tytuł utworu                             | Słowa                              | Muzyka                                                             | Długość                            |
| ---------------------------------- | ---------------------------------------- | ---------------------------------- | ------------------------------------------------------------------ | ---------------------------------- |
| 1.                                 | „Nihility (Anti-Human Manifesto) (Live)” | Wojciech Wąsowicz                  | Wacław Kiełtyka, Witold Kiełtyka, Marcin Rygiel, Wojciech Wąsowicz | 4:28                               |
| 2.                                 | „Spheres Of Madness (Live)”              | Wojciech Wąsowicz                  | Wacław Kiełtyka, Witold Kiełtyka, Marcin Rygiel, Wojciech Wąsowicz | 5:02                               |
|                                    |                                          |                                    |                                                                    | 9:30                               |

| Bonus CD - Live Nottingham 20 Dec 2004 | Bonus CD - Live Nottingham 20 Dec 2004 | Bonus CD - Live Nottingham 20 Dec 2004 | Bonus CD - Live Nottingham 20 Dec 2004                             | Bonus CD - Live Nottingham 20 Dec 2004 |
| Nr                                     | Tytuł utworu                           | Słowa                                  | Muzyka                                                             | Długość                                |
| -------------------------------------- | -------------------------------------- | -------------------------------------- | ------------------------------------------------------------------ | -------------------------------------- |
| 1.                                     | „The Fury”                             | Wojciech Wąsowicz                      | Wacław Kiełtyka, Witold Kiełtyka, Marcin Rygiel, Wojciech Wąsowicz | 4:15                                   |
| 2.                                     | „Three-Dimensional Defect”             | Wojciech Wąsowicz                      | Wacław Kiełtyka, Witold Kiełtyka, Marcin Rygiel, Wojciech Wąsowicz | 4:11                                   |
| 3.                                     | „Lying and Weak”                       | Wojciech Wąsowicz                      | Wacław Kiełtyka, Witold Kiełtyka, Marcin Rygiel, Wojciech Wąsowicz | 3:41                                   |
| 4.                                     | „Winds of Creation”                    | Wojciech Wąsowicz                      | Wacław Kiełtyka, Witold Kiełtyka, Marcin Rygiel, Wojciech Wąsowicz | 4:32                                   |
| 5.                                     | „Nihility”                             | Wojciech Wąsowicz                      | Wacław Kiełtyka, Witold Kiełtyka, Marcin Rygiel, Wojciech Wąsowicz | 4:28                                   |
| 6.                                     | „The Negation”                         | Wojciech Wąsowicz                      | Wacław Kiełtyka, Witold Kiełtyka, Marcin Rygiel, Wojciech Wąsowicz | 5:07                                   |
| 7.                                     | „Perfect Dehumanization”               | Wojciech Wąsowicz                      | Wacław Kiełtyka, Witold Kiełtyka, Marcin Rygiel, Wojciech Wąsowicz | 4:43                                   |
| 8.                                     | „Sensual Sickness”                     | Wojciech Wąsowicz                      | Wacław Kiełtyka, Witold Kiełtyka, Marcin Rygiel, Wojciech Wąsowicz | 4:10                                   |
| 9.                                     | „Spheres of Madness”                   | Wojciech Wąsowicz                      | Wacław Kiełtyka, Witold Kiełtyka, Marcin Rygiel, Wojciech Wąsowicz | 5:02                                   |
| 10.                                    | „Mother War”                           | Wojciech Wąsowicz                      | Wacław Kiełtyka, Witold Kiełtyka, Marcin Rygiel, Wojciech Wąsowicz | 4:04                                   |
|                                        |                                        |                                        |                                                                    | 44:13                                  |

| DualDisc | DualDisc                          | DualDisc          | DualDisc                                                           | DualDisc |
| Nr       | Tytuł utworu                      | Słowa             | Muzyka                                                             | Długość  |
| -------- | --------------------------------- | ----------------- | ------------------------------------------------------------------ | -------- |
| 1.       | „Three Dimensional Defect”        | Wojciech Wąsowicz | Wacław Kiełtyka, Witold Kiełtyka, Marcin Rygiel, Wojciech Wąsowicz | 4:12     |
| 2.       | „Fury”                            | Wojciech Wąsowicz | Wacław Kiełtyka, Witold Kiełtyka, Marcin Rygiel, Wojciech Wąsowicz | 4:17     |
| 3.       | „Nihility (Anti-Human Manifesto)” | Wojciech Wąsowicz | Wacław Kiełtyka, Witold Kiełtyka, Marcin Rygiel, Wojciech Wąsowicz | 4:46     |
| 4.       | „Negation”                        | Wojciech Wąsowicz | Wacław Kiełtyka, Witold Kiełtyka, Marcin Rygiel, Wojciech Wąsowicz | 5:03     |
| 5.       | „Lying and Weak”                  | Wojciech Wąsowicz | Wacław Kiełtyka, Witold Kiełtyka, Marcin Rygiel, Wojciech Wąsowicz | 3:43     |
| 6.       | „Spheres of Madness”              | Wojciech Wąsowicz | Wacław Kiełtyka, Witold Kiełtyka, Marcin Rygiel, Wojciech Wąsowicz | 4:32     |
| 7.       | „Mother War”                      | Wojciech Wąsowicz | Wacław Kiełtyka, Witold Kiełtyka, Marcin Rygiel, Wojciech Wąsowicz | 4:08     |
|          |                                   |                   |                                                                    | 30:41    |

## Twórcy
Opracowano na podstawie materiału źródłowego.
| Zespół Decapitated w składzie - Adrian „Covan” Kowanek - wokal prowadzący - Wacław „Vogg” Kiełtyka - gitara rytmiczna, gitara prowadząca - Marcin „Martin” Rygiel - gitara basowa - Witold „Vitek” Kiełtyka - perkusja | Produkcja - Wojciech i Sławomir Wiesławscy - inżynieria dźwięku, produkcja muzyczna, miksowanie, mastering - Jacek Wiśniewski - oprawa graficzna - Seth Siro Anton - okładka - Marta Filewicz, Rafał „Kastor” Kastory - konsultacje gramatyczne |